# Erhard Kroeger

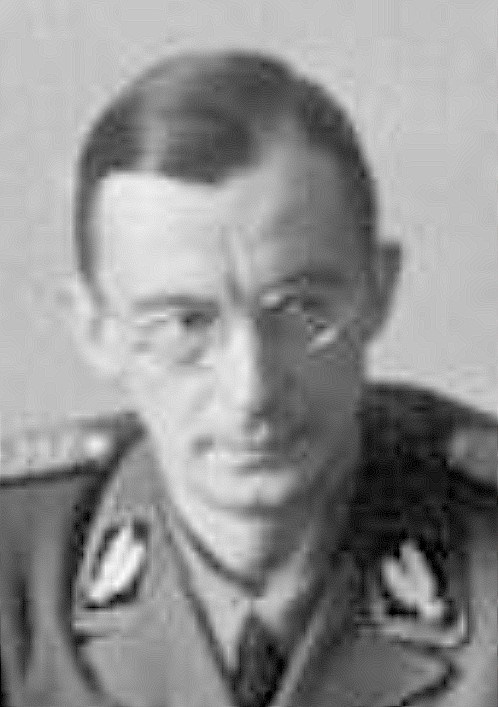
Erhard Kroeger

Erhard Kroeger (* 24. März 1905 in Riga, Russisches Kaiserreich; † 24. September 1987 in Tübingen) war deutsch-baltischer Politiker (NSDAP) und SS-Oberführer (1941).

## Leben und Wirken

### Ausbildung und frühe Karriere
Nach dem Schulbesuch studierte Kroeger Rechtswissenschaften an der Universität Tübingen, an der Universität Dorpat und an der Albertus-Universität in Königsberg. Er schloss sein Studium mit der Promotion zum Dr. jur. ab. Er war von 1923 bis 1935 Mitglied der Livonia Dorpat. 1935 wurde er aus der Studentenverbindung ausgeschlossen.
Politisch hatte Kroeger seine Anfänge in der deutschvölkischen Bewegung in Lettland, zu deren Führer er schließlich aufstieg. Unter seiner Leitung näherte die Bewegung sich ab 1936 dem NS-Staat immer weiter an. 1938 siedelte Kroeger nach Berlin über, wo er am 23. Oktober in die SS aufgenommen wurde (SS-Nummer 357.243) und für die Volksdeutsche Mittelstelle zu arbeiten begann. Im Dezember 1938 entwickelte Kroeger im Rahmen der NS-Außenpolitik in Bezug auf den osteuropäischen Raum die Konzeption, „die Nordstaaten als halbsouveräne Staaten bestehen zu lassen.“ Am 22. Juli 1940 beantragte er die Aufnahme in die NSDAP und wurde zum 1. August desselben Jahres aufgenommen (Mitgliedsnummer 7.675.747).

### Zweiter Weltkrieg

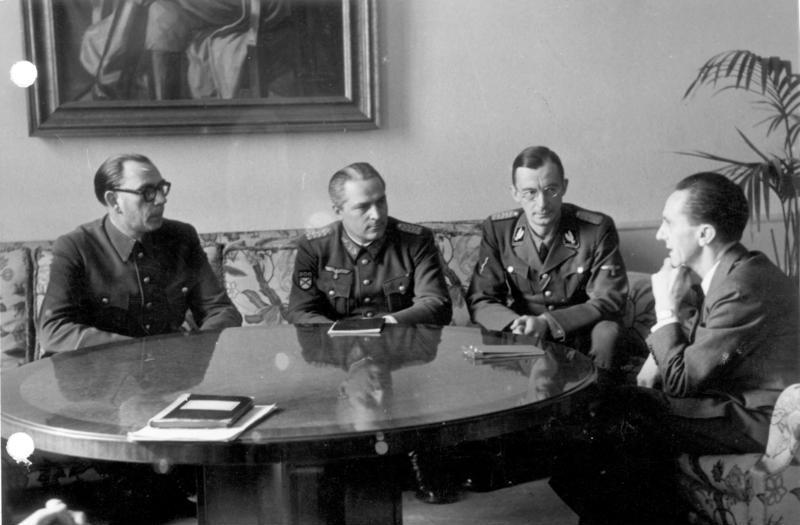
Erhard Kroeger (2. v. rechts) beim Gespräch zwischen Wlassow, Schilenkow und Goebbels.

Kroeger trat am 7. Juli 1940 als Abgeordneter für das Wartheland im besetzten Polen in den nationalsozialistischen Reichstag ein. Er gehörte diesem bis zum Ende der NS-Herrschaft im Frühjahr 1945 an. Er leitete den deutschen Stab für die Umsiedlung der Deutsch-Balten aus Estland und Lettland in den Warthegau und wurde 1941 Leiter der Einwanderungsstelle Posen.
Nach dem Beginn des Russlandfeldzuges im Sommer 1941 leitete Kroeger bis November 1941 das Einsatzkommando 6 der Einsatzgruppe C, das im östlichen rückwärtigen Frontgebiet Massenerschießungen von sowjetischen Funktionären und sowjetischen Juden durchführte. Nach der Aufstellung der Wlassow-Armee fungierte Kroeger als Verbindungsmann Heinrich Himmlers und der SS zum Stab von Wlassow. Er war im SS-Hauptamt im Ressort Volkstum tätig und wurde 1943 Leiter der Germanischen Leitstelle zur Rekrutierung ausländischer SS-Männer in Paris und 1944 in Kopenhagen.

### Nachkriegszeit
Bei Kriegsende tauchte Kroeger unter: Bis 1962 lebte er unter falschen Namen in der Bundesrepublik Deutschland, in der Schweiz und in Bologna. Nachdem das Amtsgericht Wuppertal am 10. Januar 1962 einen Haftbefehl gegen Kroeger wegen des Verdachtes, während des Krieges an Massakern beteiligt gewesen zu sein, ausgestellt hatte, wurde er am 31. Dezember 1965 in Steinmaur-Sünikon im Kanton Zürich verhaftet. Das Land Nordrhein-Westfalen stellte daraufhin einen offiziellen Auslieferungsantrag. Kroeger argumentierte, dass die Tötungen politisch motiviert gewesen seien und daher nach dem Schweizer Recht keinen auslieferungswürdigen Tatbestand bilden würden. Das Schweizer Bundesgericht lehnte diesen Einwand jedoch ab und stimmte seiner Auslieferung zu. Nach der Auslieferung nach Deutschland und der Ausstellung eines zweiten Haftbefehls am 22. Februar 1966 wurde Kroeger vom 17. Mai 1966 bis zum 5. Oktober 1967 in Untersuchungshaft gehalten. Am 31. Juli 1969 wurde Kroeger vom Landgericht Tübingen zu drei Jahren und vier Monaten Haft verurteilt. Verfahrensgegenstand war die Massentötung von Juden in der Westukraine zwischen Juni 1941 und Februar 1942.

## Schriften
- Die rechtliche Stellung des Ausländers in Lettland. 1927. Dissertation
- Zur Mentalität des baltischen Studenten. In: Baltische Monatsschrift, 1928, S. 100f.
- Mit Hans Krieg: Volksdeutsche Heimkehr. 1940
- Der Auszug aus der alten Heimat. Die Umsiedlung der Baltendeutschen, Veröffentlichungen des Instituts für Deutsche Nachkriegsgeschichte, Verlag der deutschen Hochschullehrer-Zeitung, Tübingen 1967[9]